# Liste des églises du Morbihan
La liste des églises du Morbihan recense de manière exhaustive les églises situées dans le département français du Morbihan. Il est fait état des diverses protections dont elles peuvent bénéficier, et notamment les inscriptions et classements au titre des monuments historiques.

## Statistiques
Le département du Morbihan compte 308 églises, soit une moyenne de 1,18 églises par commune (261 communes composant le département).
Parmi celles-ci, 9 sont abbatiales (dont 2 sont également paroissiales), et 5 sont des basiliques.
Seule une commune, Gourhel, ne compte pas d'église sur son territoire, celle-ci ayant été démolie en 1902.
Les communes comptant plus d'une église sont les suivantes :
- 2 : Billiers, Brech, Bréhan, Campénéac, Damgan, Forges de Lanouée, Guégon, Guern, Josselin, Lanester, Locoal-Mendon, Mohon, Ploërdut, Ploërmel, Plouhinec, Pluméliau-Bieuzy, Plumergat, Sarzeau, Sulniac, Taupont, Theix-Noyalo et Treffléan ;
- 3 : Auray, Carentoir, Évellys, La Gacilly, Guer, Hennebont, Inzinzac-Lochrist, Langonnet, Plouharnel, Plumelec, Pontivy, Rohan et Val-d'Oust ;
- 6 : Vannes ;
- 8 : Lorient.

La majorité des églises du Morbihan est consacrée à la Vierge Marie (55 églises, soit 17,9 %). Dans le détail :
- 22 sont consacrées à Notre-Dame, seule
- 23 sont consacrées à Notre-Dame, à laquelle est adjoint un qualificatif :
  - 2 à Notre-Dame-de-Lorette ;
  - 1 à Notre-Dame-de-Lourdes ;
  - 3 à Notre-Dame-de-la-Joie ;
  - 2 à Notre-Dame-de-Bonne-Nouvelle, Notre-Dame-des-Victoires et Notre-Dame-de-Toute-Aide ;
  - 1 à Notre-Dame-des-Flots, Notre-Dame du Lys, Notre-Dame du Bon-Garant, Notre-Dame du Pont, Notre-Dame du Roncier, Notre-Dame-des-Fleurs , Notre-Dame-de-Grâce, Notre-Dame des Tertres, Notre-Dame de Paradis, Notre-Dame la Blanche et Notre-Dame-de-Pitié.
- 5 à l'Assomption ;
- 3 à la Nativité
- 1 à Stella Maris et à l'Immaculée Conception.

Parmi les autres dédicaces, celles qui reviennent le plus souvent sont :
- saint Pierre, 32 églises (9,4 %), dont 2 à Saint-Pierre-aux-Liens ;
- saint Pierre et saint Paul, 25 églises chacun (8,1 %) ;
- saint Gildas et saint Jean-Baptiste, 8 églises chacun (2,6 %)
- saint Martin, 7 églises (2,2 %) ;
- saint Michel, 6 églises (1,9 %) ;
- sainte Anne, 5 églises (1,6 %) ;
- saint Malo, saint Thuriau, le Sacré-Cœur et la Trinité, 4 églises chacun (1,3 %) ;
- saint André, saint Armel, saint Gérand, saint Joseph, saint Laurent, saint Melaine, saint Nicolas et saint Vincent Ferrier, 3 églises chacun (1,1 %).

Les autres dédicaces sont les suivantes, par ordre alphabétique :
- 2 églises :
  - saint Aignan, saint Alban, saint Barthélémy, saint Brieuc, sainte Brigitte, saint Caradec, sainte Croix, saint Cyr et sainte Julitte, saint Gaudens, saint Gilles, saint Golven, saint Gorgon, saint Guénin, saint Laur, saint Mériadec, saint Patern, saint Philibert, saint Samson, saint Saturnin, saint Servais, sainte Thérèse, saint Tugdual, saint Vincent.
- 1 église :
  - saint Adrien, saint Arnould, saint Aubin,
  - saint Barnabé, sainte Barbe, saint Beheau, sainte Bernadette, saint Bertin, saint Bily, saint Brévin,
  - sainte Cécile, saint Charles de Blois, sainte Christine, saint Clair, saints Côme et Damien, saint Congar, saint Conogan, saint Cornély, saint Cyr,
  - saint Denis,
  - saint Éloi, saint Étienne,
  - saint François de Sales,
  - saint Gentien, saint Georges, saints Gervais et Protais, saint Goal/saint Gurval, saint Gobrien, saint Gonnery, saint Goustan, saint Gouvry, saint Guen, saint Guirec, saint Guigner, saint Guyomard,
  - sainte Hélène, saint Hermeland, saint Hervé,
  - saint Isidore,
  - saint Jacut, saint-Jean de Beverley, sainte Jeanne d'Arc, saint Julien, sainte Julitte,
  - saint Léon,
  - saint Marc, saint Marcel, saint Marcoul, sainte Marie Madeleine, saint Martin de Vertou, saint Maudez, saint Maurice, saint Maxent, saint Mayeul, saint Méen, saint Méliau,
  - saint Nicodème, sainte Noyale,
  - sainte Onenne, saint Ouen
  - saint Perreux, saint Pie X,
  - sainte Radegonde, saint Raoul, saint Rémy,
  - saint Samuel, saint Sané, saint Sauveur et saint Colomban, saint Sixte, saint Symphorien
  - saint Théleau, saint Tudy,
  - saint Yves, saint Yvon,
  - saint Zéphyrin.

## Liste
| Église                                                                               | Commune                        | Adresse                                                          | Coordonnées                        | Notice                        | Protection                      | Date                          | Illustration                                                                         |
| ------------------------------------------------------------------------------------ | ------------------------------ | ---------------------------------------------------------------- | ---------------------------------- | ----------------------------- | ------------------------------- | ----------------------------- | ------------------------------------------------------------------------------------ |
| Église Saint-Gaudens                                                                 | Allaire                        | Place de l'Église                                                | 47° 38′ 13″ nord, 2° 09′ 56″ ouest |                               |                                 |                               | Église Saint-Gaudens                                                                 |
| Église Saint-Cyr-et-Sainte-Julitte                                                   | Ambon                          | Place de l'Église                                                | 47° 33′ 17″ nord, 2° 33′ 32″ ouest | « PA00090977 »                | Classé                          | 1990                          | Église Saint-Cyr-et-Sainte-Julitte                                                   |
| Église Saint-Pierre                                                                  | Arradon                        | Place de l'Église                                                | 47° 37′ 41″ nord, 2° 49′ 20″ ouest | « IA56000046 »                | Inventorié                      | 1990                          | Église Saint-Pierre                                                                  |
| Église Saint-Martin-de-Vertou                                                        | Arzal                          | Place de l'Église                                                | 47° 30′ 59″ nord, 2° 22′ 33″ ouest |                               |                                 |                               | Église Saint-Martin-de-Vertou                                                        |
| Église Notre-Dame-de-l'Assomption                                                    | Arzon                          | Place de l'Église                                                | 47° 32′ 59″ nord, 2° 53′ 35″ ouest | « IA00127491 »                | Inventorié                      | 1992                          | Église Notre-Dame-de-l'Assomption                                                    |
| Église Saint-Marc-Saint-Joseph                                                       | Augan                          | Place Saint-Marc                                                 | 47° 55′ 09″ nord, 2° 16′ 45″ ouest | « IA00009015 »                | Inventorié                      | 1986                          | Église Saint-Marc-Saint-Joseph                                                       |
| Église Saint-Charles-de-Blois                                                        | Auray                          | Place Léon-Chevassu                                              | 47° 40′ 42″ nord, 2° 59′ 58″ ouest | « IA00008624 »                | Inventorié                      | 1986                          | Église Saint-Charles-de-Blois                                                        |
| Église Saint-Gildas                                                                  | Auray                          | Place Gabriel-Deshayes                                           | 47° 40′ 02″ nord, 2° 59′ 11″ ouest | « PA00090993 »                | Classé                          | 1995                          | Église Saint-Gildas                                                                  |
| Église Saint-Goustan                                                                 | Auray                          | Rue de l'Église Saint-Goustan Saint-Goustan                      | 47° 39′ 55″ nord, 2° 58′ 37″ ouest | « PA00090994 »                | Inscrit                         | 1925                          | Église Saint-Goustan                                                                 |
| Église Saint-Pierre                                                                  | Baden                          | Place de l'Église                                                | 47° 37′ 13″ nord, 2° 55′ 07″ ouest | « IA56000051 »                | Inventorié                      | 1991                          | Église Saint-Pierre                                                                  |
| Église Saint-Pierre-et-Saint-Paul                                                    | Bangor                         | Rue Arletty Rue Claude-Monet                                     | 47° 18′ 53″ nord, 3° 11′ 18″ ouest | « IA00008249 »                | Inventorié                      | 1986                          | Église Saint-Pierre-et-Saint-Paul                                                    |
| Église Saint-Pierre                                                                  | Baud                           | Place Le-Sciellour                                               | 47° 52′ 31″ nord, 3° 01′ 10″ ouest |                               |                                 |                               | Église Saint-Pierre                                                                  |
| Église Saint-Hermeland                                                               | Béganne                        | Place de l'Église                                                | 47° 35′ 47″ nord, 2° 14′ 19″ ouest |                               | APPB                            | 2000                          | Église Saint-Hermeland                                                               |
| Église Saint-Pierre                                                                  | Beignon                        | Place de l'Église Place de la Poste                              | 47° 58′ 13″ nord, 2° 10′ 17″ ouest | « IA00009061 »                | Inventorié                      | 1986                          | Église Saint-Pierre                                                                  |
| Église Saint-Saturnin                                                                | Belz                           | Place de l'Église                                                | 47° 40′ 37″ nord, 3° 10′ 07″ ouest |                               |                                 |                               | Église Saint-Saturnin                                                                |
| Église Saint-Brévin                                                                  | Berné                          | Place de la Mairie                                               | 47° 59′ 44″ nord, 3° 23′ 33″ ouest |                               |                                 |                               | Église Saint-Brévin                                                                  |
| Église Saint-Thuriau                                                                 | Berric                         | Place de l'Église                                                | 47° 37′ 59″ nord, 2° 31′ 29″ ouest |                               |                                 |                               | Image manquante Téléverser                                                           |
| Église Saint-Pierre-et-Saint-Paul                                                    | Bignan                         | Place de la Chouannerie                                          | 47° 52′ 47″ nord, 2° 46′ 22″ ouest | « PA56000077 »                | Inscrit                         | 2016                          | Église Saint-Pierre-et-Saint-Paul                                                    |
| Église Saint-Maxent                                                                  | Billiers                       | Rue du Penher Rue du Moulin Rue du Croc-à-Pain                   | 47° 31′ 56″ nord, 2° 29′ 25″ ouest |                               |                                 |                               | Église Saint-Maxent                                                                  |
| Ancienne église abbatiale Notre-Dame de Prières (aujourd'hui chapelle)               | Billiers                       | Prières                                                          | 47° 31′ 26″ nord, 2° 29′ 15″ ouest |                               |                                 |                               | Ancienne église abbatiale Notre-Dame de Prières (aujourd'hui chapelle)               |
| Église Notre-Dame                                                                    | Billio                         | Rue de la Fontaine Rue des Lavandières                           | 47° 52′ 07″ nord, 2° 37′ 55″ ouest |                               |                                 |                               | Église Notre-Dame                                                                    |
| Église Saint-Gildas                                                                  | Bohal                          | Rue du Presbytère Rue des Tilleuls                               | 47° 46′ 52″ nord, 2° 26′ 17″ ouest | « IA00010086 »                | Inventorié                      | 1986                          | Église Saint-Gildas                                                                  |
| Église Stella-Maris                                                                  | Le Bono                        | Rue Édouard-Herriot                                              | 47° 38′ 15″ nord, 2° 56′ 44″ ouest |                               |                                 |                               | Église Stella-Maris                                                                  |
| Église Saint-Pierre                                                                  | Brandérion                     | Rue Vincent-Renaud                                               | 47° 47′ 38″ nord, 3° 11′ 41″ ouest | « IA00009540 »                | Inventorié                      | 1986                          | Église Saint-Pierre                                                                  |
| Église Saint-Aubin                                                                   | Brandivy                       | Place de l'Église                                                | 47° 46′ 29″ nord, 2° 56′ 46″ ouest | « IA00009509 »                | Inventorié                      | 1986                          | Église Saint-Aubin                                                                   |
| Église abbatiale de la chartreuse d'Auray                                            | Brech                          | La Chartreuse                                                    | 47° 41′ 03″ nord, 3° 00′ 06″ ouest | « PA00091057 »                | Inscrit                         | 1943                          | Église abbatiale de la chartreuse d'Auray                                            |
| Église Saint-André                                                                   | Brech                          | Rue du Loch Rue du Moulin Rue Saint-André                        | 47° 43′ 15″ nord, 2° 59′ 42″ ouest |                               |                                 |                               | Église Saint-André                                                                   |
| Église Notre-Dame                                                                    | Bréhan                         | Rue des Trois-Moulins                                            | 48° 03′ 39″ nord, 2° 41′ 13″ ouest |                               |                                 |                               | Église Notre-Dame                                                                    |
| Église abbatiale Notre-Dame-de-l'Assomption de Timadeuc                              | Bréhan                         | Timadeuc                                                         | 48° 03′ 04″ nord, 2° 43′ 18″ ouest |                               |                                 |                               | Église abbatiale Notre-Dame-de-l'Assomption de Timadeuc                              |
| Église Saint-Barthélemy                                                              | Brignac                        | Rue du Fournil                                                   | 48° 07′ 18″ nord, 2° 23′ 15″ ouest |                               |                                 |                               | Église Saint-Barthélemy                                                              |
| Église Saint-Pierre-et-Saint-Paul                                                    | Bubry                          | Place de l'Église Place du Calvaire                              | 47° 57′ 47″ nord, 3° 10′ 25″ ouest | « IA00009227 »                | Inventorié                      | 1986                          | Église Saint-Pierre-et-Saint-Paul                                                    |
| Église Sainte-Brigitte-et-Saint-Georges                                              | Buléon                         | Rue des Écoles Rue Georges-Grignon                               | 47° 56′ 08″ nord, 2° 40′ 37″ ouest |                               |                                 |                               | Église Sainte-Brigitte-et-Saint-Georges                                              |
| Église Saint-Pierre-aux-Liens                                                        | Caden                          | Rue de la Mairie                                                 | 47° 37′ 51″ nord, 2° 17′ 13″ ouest | « IA00008670 »                | Inventorié                      | 1986                          | Église Saint-Pierre-aux-Liens                                                        |
| Église de la Trinité                                                                 | Calan                          | Place de l'Église Rue Marcel-Dufloch                             | 47° 52′ 31″ nord, 3° 19′ 23″ ouest | « PA00091066 »                | Classé                          | 1930                          | Église de la Trinité                                                                 |
| Église Saint-Martin                                                                  | Camoël                         | Place de l'Église Rue de l'Église                                | 47° 28′ 54″ nord, 2° 23′ 47″ ouest |                               |                                 |                               | Église Saint-Martin                                                                  |
| Église Saint-Sané                                                                    | Camors                         | Place de l'Église Place du Palmier                               | 47° 50′ 53″ nord, 3° 00′ 01″ ouest |                               |                                 |                               | Image manquante Téléverser                                                           |
| Église de la Nativité-de-la-Très-Sainte-Vierge                                       | Campénéac                      | Place de la Mairie Rue Nationale                                 | 47° 57′ 25″ nord, 2° 17′ 37″ ouest | « IA00010311 »                | Inventorié                      | 1986                          | Église de la Nativité-de-la-Très-Sainte-Vierge                                       |
| Église abbatiale de la Joie-Notre-Dame                                               | Campénéac                      | La Ville-Aubert                                                  | 47° 58′ 44″ nord, 2° 18′ 24″ ouest |                               |                                 |                               | Église abbatiale de la Joie-Notre-Dame                                               |
| Église Saint-François-de-Sales                                                       | Carentoir                      | Rue du Houx Rue Yves-Rocher Quelneuc                             | 47° 49′ 24″ nord, 2° 04′ 03″ ouest | « IA00009761 »                | Inventorié                      | 1986                          | Église Saint-François-de-Sales                                                       |
| Église Saint-Jean-Baptiste                                                           | Carentoir                      | Place du Chevalier Le Temple                                     | 47° 49′ 17″ nord, 2° 05′ 31″ ouest | « IA00009695 »                | Inventorié                      | 1986                          | Église Saint-Jean-Baptiste                                                           |
| Église Saint-Marcoul                                                                 | Carentoir                      | Rue du Presbytère Rue du Général-de-Gaulle                       | 47° 49′ 01″ nord, 2° 07′ 59″ ouest | « IA00009704 »                | Inventorié                      | 1986                          | Église Saint-Marcoul                                                                 |
| Église Saint-Cornély                                                                 | Carnac                         | Place de l'Église                                                | 47° 35′ 00″ nord, 3° 04′ 44″ ouest | « PA00091103 »                | Classé                          | 1960                          | Église Saint-Cornély                                                                 |
| Église Saint-Hervé                                                                   | Caro                           | Place Alexandre-Jarnigon                                         | 47° 51′ 51″ nord, 2° 19′ 07″ ouest | « IA00010173 »                | Inventorié                      | 1986                          | Église Saint-Hervé                                                                   |
| Église Saint-Pierre-et-Saint-Paul                                                    | Caudan                         | Place Louis-Le-Laennec Rue du Muguet                             | 47° 48′ 40″ nord, 3° 20′ 26″ ouest | « IA56002044 » « EA56000001 » | Inventorié Patrimoine du XXe s. | 1972 2006                     | Église Saint-Pierre-et-Saint-Paul                                                    |
| Église Notre-Dame-de-la-Fosse                                                        | La Chapelle-Neuve              | Rue Principale                                                   | 47° 51′ 54″ nord, 2° 56′ 30″ ouest | « PA00091154 »                | Classé                          | 1945                          | Église Notre-Dame-de-la-Fosse                                                        |
| Église Saint-Gérand                                                                  | Cléguer                        | Place de l'Église Rue Saint-Gérand                               | 47° 51′ 15″ nord, 3° 23′ 06″ ouest | « IA56000230 »                | Inventorié                      | 1997                          | Église Saint-Gérand                                                                  |
| Église Saint-Guérec                                                                  | Cléguérec                      | Place Pobéguin                                                   | 48° 07′ 26″ nord, 3° 04′ 10″ ouest | « IA00009811 »                | Inventorié                      | 1986                          | Église Saint-Guérec                                                                  |
| Église Notre-Dame                                                                    | Colpo                          | Avenue de la Princesse-Baciocchi                                 | 47° 49′ 05″ nord, 2° 48′ 30″ ouest | « IA00009489 »                | Inventorié                      | 1986                          | Église Notre-Dame                                                                    |
| Église Saint-Laurent                                                                 | Concoret                       | Place du Pâtis-Vert Rue des Chesnots                             | 48° 03′ 51″ nord, 2° 12′ 26″ ouest |                               |                                 |                               | Église Saint-Laurent                                                                 |
| Église du Sacré-Cœur                                                                 | Cournon                        | Place de l'Église Rue de l'Abbé-Ange-Piquet                      | 48° 03′ 51″ nord, 2° 12′ 26″ ouest | « IA00009716 »                | Inventorié                      | 1986                          | Image manquante Téléverser                                                           |
| Église Notre-Dame                                                                    | Le Cours                       | Rue de l'Arz                                                     | 47° 44′ 31″ nord, 2° 30′ 03″ ouest |                               |                                 |                               | Église Notre-Dame                                                                    |
| Église Saint-Thuriau                                                                 | Crach                          | Place de l'Église                                                | 47° 36′ 59″ nord, 3° 00′ 04″ ouest |                               | APPB                            | 2000                          | Église Saint-Thuriau                                                                 |
| Église Saint-Pierre-et-Saint-Paul                                                    | Crédin                         | Place de l'Église                                                | 48° 02′ 04″ nord, 2° 46′ 05″ ouest |                               |                                 |                               | Église Saint-Pierre-et-Saint-Paul                                                    |
| Église Saint-Jean-Baptiste                                                           | Le Croisty                     | Rue du Centre Rue de l'Église                                    | 48° 03′ 52″ nord, 3° 21′ 49″ ouest | « PA00091169 »                | Inscrit                         | 1984                          | Église Saint-Jean-Baptiste                                                           |
| Église Sainte-Croix                                                                  | La Croix-Helléan               | Rue de la Résistance                                             | 47° 57′ 29″ nord, 2° 30′ 05″ ouest | « IA00121397 »                | Inventorié                      | 1990                          | Église Sainte-Croix                                                                  |
| Église Saint-Jean-Baptiste                                                           | Croixanvec                     | Rue de Saint-Gérand                                              | 48° 08′ 29″ nord, 2° 52′ 10″ ouest | « IA00010344 »                | Inventorié                      | 1986                          | Église Saint-Jean-Baptiste                                                           |
| Église Saint-Brieuc                                                                  | Cruguel                        | Rue Saint-Brieuc                                                 | 47° 52′ 41″ nord, 2° 35′ 44″ ouest | « IA00121379 »                | Inventorié                      | 1990                          | Église Saint-Brieuc                                                                  |
| Église Notre-Dame-de-Bonne-Nouvelle                                                  | Damgan                         | Rue du Four                                                      | 47° 31′ 13″ nord, 2° 34′ 43″ ouest |                               |                                 |                               | Image manquante Téléverser                                                           |
| Église Saint-Pierre                                                                  | Damgan                         | Rue du Port Pénerf                                               | 47° 30′ 13″ nord, 2° 37′ 23″ ouest |                               |                                 |                               | Église Saint-Pierre                                                                  |
| Église Saint-Alban                                                                   | Elven                          | Place de l'Église                                                | 47° 43′ 57″ nord, 2° 35′ 26″ ouest | « PA00091178 »                | Inscrit                         | 1925                          | Église Saint-Alban                                                                   |
| Église Saint-Pierre-et-Saint-Paul                                                    | Erdeven                        | Rue Nationale Place de la Mairie                                 | 47° 38′ 29″ nord, 3° 09′ 20″ ouest |                               |                                 |                               | Église Saint-Pierre-et-Saint-Paul                                                    |
| Église Notre-Dame-des-Flots                                                          | Étel                           | Place de la République                                           | 47° 39′ 26″ nord, 3° 12′ 04″ ouest | « IA56002155 »                | Inventorié                      | 2005                          | Église Notre-Dame-des-Flots                                                          |
| Église Saint-Gorgon de Moustoir-Remungol                                             | Évellys                        | Rue du Souvenir Moustoir-Remungol                                | 47° 59′ 46″ nord, 2° 54′ 12″ ouest |                               |                                 |                               | Église Saint-Gorgon de Moustoir-Remungol                                             |
| Église Saints-Cosme-et-Damien de Naizin                                              | Évellys                        | Place de l'Église Naizin                                         | 47° 59′ 18″ nord, 2° 49′ 53″ ouest |                               |                                 |                               | Église Saints-Cosme-et-Damien de Naizin                                              |
| Église Sainte-Julitte de Remungol                                                    | Évellys                        | Rue de l'Église Rue de Kernaliguen Remungol                      | 47° 56′ 00″ nord, 2° 54′ 00″ ouest |                               |                                 |                               | Église Sainte-Julitte de Remungol                                                    |
| Église Saint-Méen                                                                    | Évriguet                       | Rue du Léverin Rue des Autrais                                   | 48° 04′ 30″ nord, 2° 24′ 40″ ouest |                               |                                 |                               | Église Saint-Méen                                                                    |
| Église Notre-Dame-de-l'Assomption                                                    | Le Faouët                      | Rue de l'Église                                                  | 48° 01′ 54″ nord, 3° 29′ 09″ ouest | « PA00091194 »                | Inscrit                         | 1933                          | Église Notre-Dame-de-l'Assomption                                                    |
| Église Notre-Dame-du-Bon-Garant                                                      | Férel                          | Rue du Pré-de-la-Dame                                            | 47° 28′ 52″ nord, 2° 50′ 35″ ouest |                               |                                 |                               | Église Notre-Dame-du-Bon-Garant                                                      |
| Église Notre-Dame-de-Toute-Aide (ancienne chapelle du château des Forges de Lanouée) | Forges de Lanouée              | Rue Aimé-Jéglot Les Forges                                       | 48° 01′ 06″ nord, 2° 38′ 52″ ouest | « PA56000065 »                | Inscrit                         | 2007                          | Église Notre-Dame-de-Toute-Aide (ancienne chapelle du château des Forges de Lanouée) |
| Église Saint-Pierre                                                                  | Forges de Lanouée              | Place de l'Église Lanouée                                        | 48° 00′ 09″ nord, 2° 34′ 57″ ouest | « PA00091348 »                | Inscrit                         | 1963                          | Église Saint-Pierre                                                                  |
| Église de la Nativité-de-la-Vierge                                                   | Les Fougerêts                  | Place de l'Église                                                | 47° 44′ 25″ nord, 2° 12′ 44″ ouest | « IA00009726 »                | Inventorié                      | 1986                          | Église de la Nativité-de-la-Vierge                                                   |
| Église Saint-Michel                                                                  | La Gacilly                     | Rue de l'Église Glénac                                           | 47° 43′ 36″ nord, 2° 07′ 56″ ouest | « IA00009754 »                | Inventorié                      | 1986                          | Image manquante Téléverser                                                           |
| Église Saint-Nicolas-de-Myre                                                         | La Gacilly                     | Place de l'Église Rue des Graveurs                               | 47° 45′ 56″ nord, 2° 07′ 50″ ouest | « IA00009737 »                | Inventorié                      | 1986                          | Église Saint-Nicolas-de-Myre                                                         |
| Église Saint-Pierre                                                                  | La Gacilly                     | Rue Yves-Rocher Rue de la Gare La Chapelle-Gaceline              | 47° 47′ 03″ nord, 2° 06′ 22″ ouest | « IA00009712 »                | Inventorié                      | 1986                          | Église Saint-Pierre                                                                  |
| Église Saint-Gildas                                                                  | Gâvres                         | Rue de Porh-Guerh                                                | 47° 41′ 26″ nord, 3° 21′ 21″ ouest |                               |                                 |                               | Église Saint-Gildas                                                                  |
| Église Notre-Dame-des-Fleurs                                                         | Gestel                         | Rue de Lesbin                                                    | 47° 48′ 11″ nord, 3° 26′ 30″ ouest | « IA56000158 »                | Inventorié                      | 1972                          | Église Notre-Dame-des-Fleurs                                                         |
| Église Saint-Pierre-et-Saint-Paul                                                    | Gourin                         | Place de l'Église                                                | 48° 08′ 21″ nord, 3° 36′ 30″ ouest | « PA00091208 »                | Inscrit                         | 1925                          | Église Saint-Pierre-et-Saint-Paul                                                    |
| Église Saint-Tugdual                                                                 | Grand-Champ                    | Place de l'Église                                                | 47° 45′ 31″ nord, 2° 50′ 42″ ouest | « IA00009355 »                | Inventorié                      | 1986                          | Église Saint-Tugdual                                                                 |
| Église Saint-Laurent                                                                 | La Grée-Saint-Laurent          | Rue des Anciens-Combattants                                      | 47° 59′ 38″ nord, 2° 29′ 54″ ouest | « IA00121401 »                | Inventorié                      | 1990                          | Église Saint-Laurent                                                                 |
| Église Saint-Tudy                                                                    | Groix                          | Le Bourg                                                         | 47° 38′ 20″ nord, 3° 27′ 17″ ouest |                               |                                 |                               | Église Saint-Tudy                                                                    |
| Église Notre-Dame                                                                    | Guégon                         | Rue du Presbytère Coët-Bugat                                     | 47° 56′ 20″ nord, 2° 33′ 55″ ouest | « IA00121493 »                | Inventorié                      | 1987                          | Église Notre-Dame                                                                    |
| Église Saint-Pierre-et-Saint-Paul                                                    | Guégon                         | Place du Général-de-Gaulle Place de l'Église                     | 47° 56′ 20″ nord, 2° 33′ 55″ ouest | « PA00091232 »                | Classé                          | 1965                          | Église Saint-Pierre-et-Saint-Paul                                                    |
| Église Saint-Pierre-et-Saint-Jean-Baptiste                                           | Guéhenno                       | Cimetière                                                        | 47° 53′ 31″ nord, 2° 38′ 21″ ouest | « PA00091237 »                | Inscrit                         | 1928                          | Église Saint-Pierre-et-Saint-Jean-Baptiste                                           |
| Église Saint-Gildas                                                                  | Gueltas                        | Place de la Résistance                                           | 48° 05′ 38″ nord, 2° 47′ 45″ ouest | « IA00010345 »                | Inventorié                      | 1986                          | Image manquante Téléverser                                                           |
| Église Notre-Dame-de-la-Fosse                                                        | Guémené-sur-Scorff             | Rue de la Fontaine                                               | 48° 04′ 05″ nord, 3° 12′ 31″ ouest | « IA00008277 »                | Inventorié                      | 1986                          | Église Notre-Dame-de-la-Fosse                                                        |
| Église Saint-Guénin                                                                  | Guénin                         | Rue Saint-Ivy                                                    | 47° 54′ 27″ nord, 2° 58′ 52″ ouest | « IA56001633 »                | Inventorié                      | 2002                          | Église Saint-Guénin                                                                  |
| Église Notre-Dame                                                                    | Guer                           | Rue des Hortensias La Telhaie                                    | 47° 56′ 35″ nord, 2° 07′ 00″ ouest | « IA00009137 »                | Inventorié                      | 1986                          | Église Notre-Dame                                                                    |
| Église Saint-Gurval                                                                  | Guer                           | Rue Saint-Gurval                                                 | 47° 54′ 15″ nord, 2° 07′ 12″ ouest | « IA00009142 »                | Inventorié                      | 1986                          | Église Saint-Gurval                                                                  |
| Église Saint-Raoul                                                                   | Guer                           | Place de l'Église Saint-Raoul                                    | 47° 56′ 35″ nord, 2° 07′ 00″ ouest | « IA00009138 »                | Inventorié                      | 1986                          | Église Saint-Raoul                                                                   |
| Église Saint-Pierre-et-Saint-Paul                                                    | Guern                          | Place de l'Église                                                | 47° 56′ 20″ nord, 2° 33′ 55″ ouest | « IA00010489 »                | Inventorié                      | 1986                          | Église Saint-Pierre-et-Saint-Paul                                                    |
| Église Sainte-Anne                                                                   | Le Guerno                      | Rue du Puits                                                     | 47° 34′ 58″ nord, 2° 24′ 27″ ouest | « PA00091255 »                | Classé                          | 1971                          | Église Sainte-Anne                                                                   |
| Église Saint-Pierre-et-Saint-Paul                                                    | Guidel                         | Place Jaffré Place de Polignac                                   | 48° 02′ 55″ nord, 3° 38′ 40″ ouest | « IA56000271 »                | Inventorié                      | 1998                          | Église Saint-Pierre-et-Saint-Paul                                                    |
| Église Saint-Bertin                                                                  | Guillac                        | Place de la Mairie Rue du Prieuré                                | 47° 54′ 37″ nord, 2° 27′ 59″ ouest | « IA00121468 »                | Inventorié                      | 1990                          | Église Saint-Bertin                                                                  |
| Église Saint-Pierre-et-Saint-Paul                                                    | Guilliers                      | Place de l'Église                                                | 48° 02′ 34″ nord, 2° 24′ 17″ ouest |                               |                                 |                               | Église Saint-Pierre-et-Saint-Paul                                                    |
| Église Saint-Pierre-Saint-Paul                                                       | Guiscriff                      | Place de la Mairie                                               | 48° 02′ 55″ nord, 3° 38′ 40″ ouest | « PA00091274 »                | Inscrit                         | 1931                          | Église Saint-Pierre-Saint-Paul                                                       |
| Église Saint-Samson                                                                  | Helléan                        | Rue de Tihel                                                     | 47° 58′ 15″ nord, 2° 28′ 27″ ouest | « IA00121457 »                | Inventorié                      | 1990                          | Église Saint-Samson                                                                  |
| Basilique Notre-Dame-de-Paradis                                                      | Hennebont                      | Place du Maréchal-Foch                                           | 47° 48′ 19″ nord, 3° 16′ 31″ ouest | « PA00091279 »                | Classé                          | 1862 1939                     | Basilique Notre-Dame-de-Paradis                                                      |
| Église Saint-Caradec                                                                 | Hennebont                      | Rue de Saint-Caradec                                             | 47° 48′ 24″ nord, 3° 17′ 00″ ouest | « IA00009572 »                | Inventorié                      | 1986                          | Image manquante Téléverser                                                           |
| Église Saint-Gilles                                                                  | Hennebont                      | Rue du 19-mars-1962 Saint-Gilles                                 | 47° 48′ 36″ nord, 3° 14′ 33″ ouest | « IA00009571 »                | Inscrit                         | 2019                          | Image manquante Téléverser                                                           |
| Église Saint-Vincent                                                                 | Le Hézo                        | Impasse Inezic                                                   | 47° 35′ 08″ nord, 2° 42′ 18″ ouest | « IA00114252 »                | Inventorié                      | 1970                          | Image manquante Téléverser                                                           |
| Église Notre-Dame-la-Blanche                                                         | Hœdic                          | Cimetière                                                        | 47° 20′ 27″ nord, 2° 52′ 46″ ouest |                               |                                 |                               | Église Notre-Dame-la-Blanche                                                         |
| Église de la Nativité-de-Notre-Dame                                                  | Île-d'Arz                      | Place de l'Église                                                | 47° 35′ 22″ nord, 2° 48′ 07″ ouest | « PA00091304 »                | Classé                          | 1862                          | Église de la Nativité-de-Notre-Dame                                                  |
| Église Saint-Gildas                                                                  | Île-d'Houat                    | Cimetière                                                        | 47° 23′ 26″ nord, 2° 57′ 21″ ouest |                               |                                 |                               | Église Saint-Gildas                                                                  |
| Église Saint-Michel                                                                  | Île-aux-Moines                 | Rue de l'Église Locmiquel                                        | 47° 35′ 55″ nord, 2° 50′ 33″ ouest | « IA56000095 »                | Inventorié                      | 1976                          | Église Saint-Michel                                                                  |
| Église Saint-Alban                                                                   | Inguiniel                      | Place de l'Église                                                | 47° 58′ 37″ nord, 3° 16′ 55″ ouest | « IA00009255 »                | Inventorié                      | 1986                          | Église Saint-Alban                                                                   |
| Église Notre-Dame-des-Victoires                                                      | Inzinzac-Lochrist              | Route de Bubry Rue Verlaine Penquesten                           | 47° 51′ 59″ nord, 3° 14′ 01″ ouest | « IA00009660 »                | Inventorié                      | 1986                          | Image manquante Téléverser                                                           |
| Église Saint-Pierre                                                                  | Inzinzac-Lochrist              | Place Charles-de-Gaulle Inzinzac                                 | 47° 50′ 37″ nord, 3° 15′ 57″ ouest | « IA00009661 »                | Inventorié                      | 1986                          | Église Saint-Pierre                                                                  |
| Église Sainte-Croix                                                                  | Inzinzac-Lochrist              | Espace Abbé-François-Savary Lochrist                             | 47° 49′ 38″ nord, 3° 15′ 09″ ouest |                               |                                 |                               | Image manquante Téléverser                                                           |
| Basilique Notre-Dame-du-Roncier                                                      | Josselin                       | Place Notre-Dame                                                 | 47° 57′ 13″ nord, 2° 32′ 52″ ouest | « PA00091312 »                | Inscrit                         | 1927 1929                     | Basilique Notre-Dame-du-Roncier                                                      |
| Église Saint-Martin                                                                  | Josselin                       | Place Saint-Martin                                               | 47° 57′ 25″ nord, 2° 33′ 00″ ouest | « PA56000057 »                | Inscrit                         | 2003                          | Église Saint-Martin                                                                  |
| Église Saint-Éloi-et-Saint-Vincent-Ferrier                                           | Kerfourn                       | Place de l'Église                                                | 48° 02′ 34″ nord, 2° 50′ 00″ ouest | « IA00010349 »                | Inventorié                      | 1986                          | Église Saint-Éloi-et-Saint-Vincent-Ferrier                                           |
| Église Saint-Pierre-et-Saint-Paul                                                    | Kergrist                       | Rue de la Fontaine Rue du Presbytère                             | 48° 08′ 49″ nord, 2° 57′ 19″ ouest | « IA00009860 »                | Inventorié                      | 1986                          | Église Saint-Pierre-et-Saint-Paul                                                    |
| Église Notre-Dame                                                                    | Kernascléden                   | Place de l'Église                                                | 48° 00′ 25″ nord, 3° 19′ 12″ ouest | « PA00091325 »                | Classé APPB                     | 1857 2001                     | Église Notre-Dame                                                                    |
| Église Notre-Dame-de-Pitié                                                           | Kervignac                      | Place de l'Église                                                | 47° 45′ 48″ nord, 3° 14′ 20″ ouest | « EA56000003 »                | Patrimoine du XXe s.            | 2006                          | Église Notre-Dame-de-Pitié                                                           |
| Église Saint-Théleau                                                                 | Landaul                        | Place de l'Église                                                | 47° 44′ 53″ nord, 3° 04′ 31″ ouest | « PA00091330 »                | Inscrit                         | 1925                          | Église Saint-Théleau                                                                 |
| Église Saint-Martin                                                                  | Landévant                      | Place de l'Église Rue de Poulcanir                               | 47° 45′ 43″ nord, 3° 07′ 13″ ouest |                               |                                 |                               | Église Saint-Martin                                                                  |
| Église Notre-Dame-du-Pont                                                            | Lanester                       | Rue Jean-Jaurès                                                  | 47° 46′ 04″ nord, 3° 21′ 12″ ouest |                               |                                 |                               | Image manquante Téléverser                                                           |
| Église Saint-Joseph-du-Plessis                                                       | Lanester                       | Rue Étienne-Dolet Rue Sainte-Anne                                | 47° 45′ 27″ nord, 3° 20′ 11″ ouest |                               |                                 |                               | Église Saint-Joseph-du-Plessis                                                       |
| Église Saint-Barnabé                                                                 | Langoëlan                      | Place de l'Église                                                | 48° 07′ 19″ nord, 3° 14′ 05″ ouest | « PA00091333 »                | Inscrit                         | 1925                          | Église Saint-Barnabé                                                                 |
| Église Saint-Pierre-et-Saint-Paul                                                    | Langonnet                      | Rue Abatti-Zu                                                    | 48° 06′ 15″ nord, 3° 29′ 31″ ouest | « PA00091338 »                | Classé                          | 1980                          | Église Saint-Pierre-et-Saint-Paul                                                    |
| Église de la Trinité                                                                 | Langonnet                      | Place de l'Église La Trinité                                     | 48° 09′ 43″ nord, 3° 27′ 08″ ouest | « PA00091339 »                | Classé                          | 1980                          | Église de la Trinité                                                                 |
| Église abbatiale Notre-Dame                                                          | Langonnet                      | L'Abbaye                                                         | 48° 06′ 18″ nord, 3° 25′ 58″ ouest | « PA00091334 »                | Inscrit                         | 1928                          | Église abbatiale Notre-Dame                                                          |
| Église Saint-Pierre                                                                  | Languidic                      | Place Général-de-Gaulle                                          | 47° 50′ 01″ nord, 3° 09′ 27″ ouest | « IA00009606 »                | Inventorié                      | 1986                          | Église Saint-Pierre                                                                  |
| Église Notre-Dame-de-Toute-Aide                                                      | Lantillac                      | Place de la Mairie                                               | 47° 57′ 26″ nord, 2° 39′ 05″ ouest |                               |                                 |                               | Église Notre-Dame-de-Toute-Aide                                                      |
| Église Saint-Maudez                                                                  | Lanvaudan                      | Place Saint-Maudé Rue Sainte-Anne                                | 47° 53′ 58″ nord, 3° 15′ 45″ ouest | « IA00009267 »                | Site classé · Inventorié        | 1969 1986                     | Église Saint-Maudez                                                                  |
| Église Saint-Conogan                                                                 | Lanvénégen                     | Rue de la Fontaine                                               | 47° 59′ 53″ nord, 3° 32′ 32″ ouest | « PA00091355 »                | Inscrit                         | 1925                          | Église Saint-Conogan                                                                 |
| Église Notre-Dame                                                                    | Larmor-Baden                   | Place de l'Église                                                | 47° 42′ 20″ nord, 2° 22′ 58″ ouest | « IA56000121 »                | Inventorié                      | 1991                          | Église Notre-Dame                                                                    |
| Église Notre-Dame                                                                    | Larmor-Plage                   | Place Notre-Dame                                                 | 47° 42′ 20″ nord, 3° 22′ 58″ ouest | « PA00091359 »                | Classé                          | 1990                          | Église Notre-Dame                                                                    |
| Église Saint-Aignan                                                                  | Larré                          | Place Guillaume-Pichon Rue des Hortensias                        | 47° 42′ 43″ nord, 2° 30′ 56″ ouest |                               |                                 |                               | Église Saint-Aignan                                                                  |
| Église Sainte-Christine                                                              | Lauzach                        | Place Sainte-Christine                                           | 47° 36′ 54″ nord, 2° 32′ 35″ ouest |                               |                                 |                               | Église Sainte-Christine                                                              |
| Église Saint-Pierre-et-Saint-Paul                                                    | Lignol                         | Rue de l'Église Rue de la Villeneuve                             | 48° 02′ 16″ nord, 3° 16′ 17″ ouest | « IA00008316 »                | Inventorié                      | 1986                          | Église Saint-Pierre-et-Saint-Paul                                                    |
| Église Saint-Sixte                                                                   | Limerzel                       | Place de l'Église                                                | 47° 38′ 10″ nord, 2° 21′ 14″ ouest | « IA00008683 »                | Inventorié                      | 1986                          | Église Saint-Sixte                                                                   |
| Église Notre-Dame-du-Lys                                                             | Lizio                          | Place du Commandant-Guimard Place de la Mairie                   | 47° 51′ 47″ nord, 2° 31′ 34″ ouest | « IA00010123 »                | Inventorié                      | 1986                          | Église Notre-Dame-du-Lys                                                             |
| Église Saint-Malo                                                                    | Locmalo                        | Rue Jean-Le-Bris                                                 | 48° 04′ 19″ nord, 3° 11′ 08″ ouest | « PA56000087 »                | Inscrit                         | 2019                          | Église Saint-Malo                                                                    |
| Église Notre-Dame-de-l'Assomption                                                    | Locmaria                       | Place de Méaudre                                                 | 47° 17′ 38″ nord, 3° 04′ 54″ ouest | « IA00008218 »                | Inventorié                      | 1986                          | Église Notre-Dame-de-l'Assomption                                                    |
| Église Notre-Dame                                                                    | Locmaria-Grand-Champ           | Route de Kerhervé                                                | 47° 45′ 26″ nord, 2° 47′ 15″ ouest | « IA00009412 »                | Inventorié                      | 1986                          | Image manquante Téléverser                                                           |
| Église Notre-Dame                                                                    | Locmariaquer                   | Rue Clemenceau                                                   | 47° 34′ 09″ nord, 2° 56′ 38″ ouest | « PA00091388 »                | Inscrit                         | 1925 2023                     | Église Notre-Dame                                                                    |
| Église Saint-Sauveur                                                                 | Locminé                        | Rond-point de la République                                      | 47° 53′ 16″ nord, 2° 50′ 12″ ouest | « PA00091395 »                | Inscrit                         | 1925 1933                     | Église Saint-Sauveur                                                                 |
| Église Saint-Michel                                                                  | Locmiquélic                    | Rue de l'Église                                                  | 47° 43′ 25″ nord, 3° 20′ 17″ ouest |                               |                                 |                               | Image manquante Téléverser                                                           |
| Église Saint-Goal                                                                    | Locoal-Mendon                  | Locoal                                                           | 47° 42′ 16″ nord, 3° 08′ 48″ ouest |                               |                                 |                               | Église Saint-Goal                                                                    |
| Église Saint-Pierre                                                                  | Locoal-Mendon                  | Place de l'Église Rue de l'Abbé-Bodo Mendon                      | 47° 42′ 41″ nord, 3° 06′ 22″ ouest | « PA00091400 »                | Inscrit                         | 1925                          | Église Saint-Pierre                                                                  |
| Église Saint-Gildas                                                                  | Locqueltas                     | Place de l'Église                                                | 47° 45′ 27″ nord, 2° 46′ 03″ ouest | « IA00009404 »                | Inventorié                      | 1986                          | Église Saint-Gildas                                                                  |
| Église Notre-Dame-de-Bonne-Nouvelle                                                  | Lorient                        | Place de l'Yser Rue Paul-Guieysse                                | 47° 45′ 25″ nord, 3° 22′ 02″ ouest |                               |                                 |                               | Église Notre-Dame-de-Bonne-Nouvelle                                                  |
| Église Notre-Dame-de-Victoire                                                        | Lorient                        | Place Alsace-Lorraine Rue Turenne                                | 47° 44′ 58″ nord, 3° 21′ 39″ ouest | « EA56000009 »                | Patrimoine du XXe s.            | 2000                          | Église Notre-Dame-de-Victoire                                                        |
| Église du Sacré-Cœur                                                                 | Lorient                        | Rue François-Le-Levé                                             | 47° 45′ 02″ nord, 3° 22′ 42″ ouest |                               |                                 |                               | Image manquante Téléverser                                                           |
| Église Sainte-Anne-d'Arvor                                                           | Lorient                        | Rue Lazare-Carnot Rue Dupy-de-Lôme                               | 47° 44′ 29″ nord, 3° 21′ 56″ ouest |                               |                                 |                               | Église Sainte-Anne-d'Arvor                                                           |
| Église Sainte-Bernadette                                                             | Lorient                        | Rue Corentin-Le-Floch                                            | 47° 44′ 22″ nord, 3° 23′ 14″ ouest |                               |                                 |                               | Image manquante Téléverser                                                           |
| Église Sainte-Jeanne-d'Arc                                                           | Lorient                        | Rue Bayard Rue Jeanne-d'Arc                                      | 47° 44′ 38″ nord, 3° 22′ 22″ ouest |                               |                                 |                               | Église Sainte-Jeanne-d'Arc                                                           |
| Église Sainte-Thérèse                                                                | Lorient                        | Rue Docteur-Calmette Rue Pierre-Le-Breton                        | 47° 45′ 39″ nord, 3° 22′ 51″ ouest |                               |                                 |                               | Image manquante Téléverser                                                           |
| Temple                                                                               | Lorient                        | Boulevard de l'Eau-Courante                                      | 47° 45′ 11″ nord, 3° 22′ 01″ ouest |                               |                                 |                               | Image manquante Téléverser                                                           |
| Église Saint-Pierre-et-Saint-Paul                                                    | Loyat                          | Place de l'Église                                                | 47° 59′ 21″ nord, 2° 23′ 02″ ouest | « IA00010329 »                | Inventorié                      | 1986                          | Église Saint-Pierre-et-Saint-Paul                                                    |
| Église Notre-Dame                                                                    | Malansac                       | Place de l'Église                                                | 47° 40′ 39″ nord, 2° 17′ 49″ ouest | « IA00008723 »                | Inventorié                      | 1986                          | Église Notre-Dame                                                                    |
| Église Saint-Gilles                                                                  | Malestroit                     | Place du Bouffay                                                 | 47° 48′ 36″ nord, 2° 22′ 56″ ouest | « PA00091420 »                | Classé                          | 1931                          | Église Saint-Gilles                                                                  |
| Église Saint-Pierre-et-Saint-Paul                                                    | Malguénac                      | Rue de l'Église Rue de Guern Rue de Pontivy                      | 48° 04′ 48″ nord, 3° 03′ 05″ ouest | « IA00009877 »                | Inventorié                      | 1986                          | Église Saint-Pierre-et-Saint-Paul                                                    |
| Église Saint-Pierre                                                                  | Marzan                         | Place Saint-Pierre                                               | 47° 32′ 29″ nord, 2° 19′ 25″ ouest |                               |                                 |                               | Église Saint-Pierre                                                                  |
| Église Saint-Pierre                                                                  | Mauron                         | Place de l'Église Rue Nationale                                  | 48° 04′ 54″ nord, 2° 17′ 06″ ouest | « PA00091434 »                | Inscrit                         | 1925                          | Église Saint-Pierre                                                                  |
| Église Saint-Pierre                                                                  | Melrand                        | Place de l'Église Place du Marché                                | 47° 58′ 45″ nord, 3° 06′ 40″ ouest | « IA56000351 »                | Inventorié                      | 1990                          | Église Saint-Pierre                                                                  |
| Église Saint-Jean-Baptiste                                                           | Ménéac                         | Place de l'Église Rue de la Mairie                               | 48° 08′ 23″ nord, 2° 27′ 42″ ouest |                               |                                 |                               | Image manquante Téléverser                                                           |
| Église Notre-Dame-de-Joie                                                            | Merlevenez                     | Place des Tilleuls                                               | 47° 44′ 10″ nord, 3° 14′ 06″ ouest | « PA00091442 »                | Classé                          | 1927                          | Église Notre-Dame-de-Joie                                                            |
| Église Saint-Melaine                                                                 | Meslan                         | Place de l'Église                                                | 47° 59′ 43″ nord, 3° 25′ 54″ ouest | « PA00091445 »                | Inscrit                         | 1925                          | Église Saint-Melaine                                                                 |
| Église Sainte-Marie-Madeleine                                                        | Meucon                         | Route de Pontivy                                                 | 47° 43′ 04″ nord, 2° 45′ 49″ ouest | « IA00009519 »                | Inventorié                      | 1986                          | Église Sainte-Marie-Madeleine                                                        |
| Église Notre-Dame                                                                    | Missiriac                      | Place de Saint-Gonnery                                           | 47° 50′ 12″ nord, 2° 21′ 03″ ouest | « IA00010177 »                | Inventorié                      | 1986                          | Église Notre-Dame                                                                    |
| Église Notre-Dame-des-Tertres                                                        | Mohon                          | Les Tertres                                                      | 48° 04′ 26″ nord, 2° 28′ 03″ ouest |                               |                                 |                               | Église Notre-Dame-des-Tertres                                                        |
| Église Saint-Pierre-et-Saint-Paul                                                    | Mohon                          | Place de l'Église                                                | 48° 03′ 08″ nord, 2° 31′ 34″ ouest |                               |                                 |                               | Image manquante Téléverser                                                           |
| Église Saint-Cyr-et-Sainte-Julitte                                                   | Molac                          | Place de l'Église                                                | 47° 43′ 49″ nord, 2° 26′ 06″ ouest |                               |                                 |                               | Église Saint-Cyr-et-Sainte-Julitte                                                   |
| Église Saint-Michel                                                                  | Monteneuf                      | Place Saint-Nicodème                                             | 47° 52′ 21″ nord, 2° 12′ 33″ ouest | « IA00009151 »                | Inventorié                      | 1986                          | Église Saint-Michel                                                                  |
| Église Saint-Pierre                                                                  | Monterblanc                    | Place de l'Église                                                | 47° 44′ 37″ nord, 2° 40′ 52″ ouest |                               |                                 |                               | Église Saint-Pierre                                                                  |
| Église Saint-Laur                                                                    | Montertelot                    | Rue de l'Oust                                                    | 47° 52′ 47″ nord, 2° 25′ 22″ ouest | « IA00010292 »                | Inventorié                      | 1986                          | Église Saint-Laur                                                                    |
| Église Saint-Cyr                                                                     | Moréac                         | Place de l'Église                                                | 47° 55′ 10″ nord, 2° 49′ 14″ ouest |                               |                                 |                               | Église Saint-Cyr                                                                     |
| Église Sainte-Barbe                                                                  | Moustoir-Ac                    | Place Saint-Barbe                                                | 47° 51′ 18″ nord, 2° 50′ 06″ ouest | « PA00091457 »                | Inscrit                         | 1925                          | Église Sainte-Barbe                                                                  |
| Église Sainte-Thérèse                                                                | Muzillac                       | Rue Pasteur Rue Richemont                                        | 47° 33′ 18″ nord, 2° 28′ 52″ ouest |                               |                                 |                               | Image manquante Téléverser                                                           |
| Ancienne église Sainte-Anne du Bois de la Roche                                      | Néant-sur-Yvel                 | Le Bois de la Roche                                              | 48° 02′ 37″ nord, 2° 19′ 55″ ouest |                               |                                 |                               | Image manquante Téléverser                                                           |
| Église Saint-Pierre                                                                  | Néant-sur-Yvel                 | Rue du 8-Mai-1945                                                | 48° 00′ 47″ nord, 2° 19′ 42″ ouest |                               |                                 |                               | Église Saint-Pierre                                                                  |
| Église Saint-Pierre-et-Saint-Paul                                                    | Neulliac                       | Rue de l'Église                                                  | 48° 07′ 44″ nord, 2° 58′ 54″ ouest | « IA00009903 »                | Inventorié                      | 1986                          | Église Saint-Pierre-et-Saint-Paul                                                    |
| Église Saint-Pierre-et-Saint-Paul                                                    | Nivillac                       | Place Saint-Pierre                                               | 47° 32′ 05″ nord, 2° 16′ 59″ ouest |                               |                                 |                               | Église Saint-Pierre-et-Saint-Paul                                                    |
| Église Saint-Pierre-et-Saint-Paul                                                    | Nostang                        | Place de l'Église Rue Paul-Le-Roux                               | 47° 44′ 59″ nord, 3° 11′ 07″ ouest |                               |                                 |                               | Image manquante Téléverser                                                           |
| Église Saint-Martin                                                                  | Noyal-Muzillac                 | Place de la Bascule                                              | 47° 35′ 28″ nord, 2° 27′ 23″ ouest |                               | APPB                            | 2017                          | Église Saint-Martin                                                                  |
| Église Sainte-Noyale                                                                 | Noyal-Pontivy                  | Place de l'Église                                                | 48° 04′ 03″ nord, 2° 52′ 59″ ouest | « PA00091468 »                | Inscrit                         | 1927                          | Église Sainte-Noyale                                                                 |
| Église Saint-Gérand                                                                  | Le Palais                      | Rue de l'Église Rue du Paluden                                   | 47° 20′ 49″ nord, 3° 09′ 21″ ouest | « PA56000074 » « IA00008180 » | Inscrit                         | 2015                          | Église Saint-Gérand                                                                  |
| Église Saint-Gaudence                                                                | Péaule                         | Place de l'Église Rue de la Paix                                 | 47° 34′ 53″ nord, 2° 21′ 26″ ouest |                               |                                 |                               | Église Saint-Gaudence                                                                |
| Église Saint-Pierre précédemment dédiée à saint Sabulin                              | Peillac                        | Place de l'Église                                                | 47° 42′ 48″ nord, 2° 13′ 05″ ouest |                               |                                 |                               | Église Saint-Pierre précédemment dédiée à saint Sabulin                              |
| Église Saint-Gildas                                                                  | Pénestin                       | Rue de l'Église Allée de Bellevue                                | 47° 29′ 02″ nord, 2° 28′ 22″ ouest |                               |                                 |                               | Église Saint-Gildas                                                                  |
| Église Saint-Adrien                                                                  | Persquen                       | Place de l'Église                                                | 48° 01′ 45″ nord, 3° 11′ 44″ ouest | « IA00008359 »                | Inventorié                      | 1986                          | Église Saint-Adrien                                                                  |
| Église Saint-Bily                                                                    | Plaudren                       | Place de l'Église                                                | 47° 46′ 44″ nord, 2° 41′ 33″ ouest | « IA00009451 »                | Inventorié                      | 1986                          | Église Saint-Bily                                                                    |
| Église Saint-Pierre-ès-Liens                                                         | Plescop                        | Rue de l'Église Place de la Mairie                               | 47° 41′ 53″ nord, 2° 48′ 21″ ouest | « IA00009453 »                | Inventorié                      | 1986                          | Église Saint-Pierre-ès-Liens                                                         |
| Église Saint-Pierre                                                                  | Pleucadeuc                     | Place Anne-de-Bretagne Place Saint-Pierre                        | 47° 45′ 33″ nord, 2° 22′ 31″ ouest |                               |                                 |                               | Église Saint-Pierre                                                                  |
| Église Saint-Pierre                                                                  | Pleugriffet                    | Place de l'Église                                                | 47° 59′ 24″ nord, 2° 41′ 09″ ouest | « IA56132152 »                | Inventorié                      | 2018                          | Église Saint-Pierre                                                                  |
| Église Saint-André                                                                   | Ploemel                        | Rue de l'Église                                                  | 47° 39′ 04″ nord, 3° 04′ 15″ ouest |                               |                                 |                               | Église Saint-André                                                                   |
| Église Saint-Pierre                                                                  | Ploemeur                       | Place de l'Église                                                | 47° 44′ 12″ nord, 3° 25′ 40″ ouest |                               |                                 |                               | Église Saint-Pierre                                                                  |
| Église Saint-Pierre                                                                  | Ploërdut                       | Place de la République Rue Grande-Rue                            | 48° 05′ 14″ nord, 3° 17′ 15″ ouest | « PA00091492 »                | Classé                          | 1964                          | Église Saint-Pierre                                                                  |
| Église Saint-Yvon                                                                    | Ploërdut                       | Cimetière Locuon                                                 | 48° 09′ 02″ nord, 3° 18′ 12″ ouest | « IA00008375 »                | Inventorié                      | 1986                          | Église Saint-Yvon                                                                    |
| Église Saint-Martin                                                                  | Ploeren                        | Rue de l'Église                                                  | 47° 39′ 17″ nord, 2° 52′ 10″ ouest | « IA56000084 »                | Inventorié                      | 1990                          | Église Saint-Martin                                                                  |
| Église Saint-Armel                                                                   | Ploërmel                       | Place Saint-Armel                                                | 47° 55′ 55″ nord, 2° 23′ 54″ ouest | « PA00091506 »                | Classé                          | 1840                          | Église Saint-Armel                                                                   |
| Église Saint-Malo                                                                    | Ploërmel                       | Place de l'Église Rue du Four Monterrein                         | 47° 52′ 47″ nord, 2° 21′ 28″ ouest | « IA00010090 »                | Inventorié                      | 1986                          | Église Saint-Malo                                                                    |
| Église Saint-Ouen                                                                    | Plouay                         | Place de l'Église Place de la Mairie                             | 47° 54′ 54″ nord, 3° 20′ 04″ ouest | « IA00009203 »                | Inventorié                      | 1986                          | Église Saint-Ouen                                                                    |
| Église Saint-Philibert                                                               | Plougoumelen                   | Place de l'Église                                                | 47° 39′ 10″ nord, 2° 55′ 04″ ouest |                               |                                 |                               | Église Saint-Philibert                                                               |
| Église Saint-Armel                                                                   | Plouharnel                     | Place Saint-Armel                                                | 47° 35′ 52″ nord, 3° 06′ 47″ ouest |                               |                                 |                               | Église Saint-Armel                                                                   |
| Église abbatiale Saint-Michel de Kergonan                                            | Plouharnel                     | Kergonan                                                         | 47° 35′ 49″ nord, 3° 05′ 57″ ouest |                               |                                 |                               | Église abbatiale Saint-Michel de Kergonan                                            |
| Église abbatiale Sainte-Anne de Kergonan                                             | Plouharnel                     | Kergonan                                                         | 47° 36′ 07″ nord, 3° 06′ 05″ ouest |                               |                                 |                               | Église abbatiale Sainte-Anne de Kergonan                                             |
| Église Notre-Dame-de-Grâce                                                           | Plouhinec                      | Place de l'Église                                                | 47° 41′ 50″ nord, 3° 15′ 04″ ouest |                               |                                 |                               | Église Notre-Dame-de-Grâce                                                           |
| Église Saint-Guénin                                                                  | Plouhinec                      | Locquénin                                                        | 47° 40′ 13″ nord, 3° 13′ 16″ ouest |                               |                                 |                               | Image manquante Téléverser                                                           |
| Église Saint-Yves                                                                    | Plouray                        | Place de l'Église Rue de Gourin                                  | 48° 08′ 46″ nord, 3° 23′ 20″ ouest | « PA00091535 »                | Inscrit                         | 1935                          | Église Saint-Yves                                                                    |
| Église Saint-Gentien                                                                 | Pluherlin                      | Place Saint-Gentien Place du Puits                               | 47° 41′ 46″ nord, 2° 21′ 47″ ouest |                               |                                 |                               | Église Saint-Gentien                                                                 |
| Église Notre-Dame                                                                    | Plumelec                       | Rue des Artisans Rue de la Grotte Callac                         | 47° 48′ 24″ nord, 2° 34′ 23″ ouest |                               |                                 |                               | Église Notre-Dame                                                                    |
| Église du Sacré-Cœur                                                                 | Plumelec                       | Place de l'Église                                                | 47° 50′ 16″ nord, 2° 38′ 24″ ouest |                               |                                 |                               | Église du Sacré-Cœur                                                                 |
| Église Saint-Maurice                                                                 | Plumelec                       | Place de l'Église Rue de la Sacristie Saint-Aubin                | 47° 50′ 43″ nord, 2° 34′ 54″ ouest | « PA00091542 »                | Inscrit                         | 1925                          | Église Saint-Maurice                                                                 |
| Église Notre-Dame                                                                    | Pluméliau-Bieuzy               | Place Ernest-Le-Moine Bieuzy                                     | 47° 58′ 54″ nord, 3° 03′ 55″ ouest | « PA00091037 »                | Inscrit                         | 1925                          | Église Notre-Dame                                                                    |
| Église Saint-Méliau                                                                  | Pluméliau-Bieuzy               | Place Jean-Marie-Onno Pluméliau                                  | 47° 57′ 27″ nord, 2° 58′ 23″ ouest | « IA56002400 »                |                                 |                               | Église Saint-Méliau                                                                  |
| Église Saint-Melaine                                                                 | Plumelin                       | Rue Abbé-François-Calbourdin Rue de la Mairie                    | 47° 51′ 41″ nord, 2° 53′ 17″ ouest |                               |                                 |                               | Image manquante Téléverser                                                           |
| Église Saint-Mériadec                                                                | Plumergat                      | Rue Victore-Claude-de-Mirabeau Mériadec                          | 47° 44′ 31″ nord, 2° 55′ 05″ ouest |                               |                                 |                               | Image manquante Téléverser                                                           |
| Église Saint-Thuriau                                                                 | Plumergat                      | Place Joseph-Coremat                                             | 47° 44′ 31″ nord, 2° 55′ 05″ ouest | « PA00091559 »                | Inscrit Inscrit                 | 1925 2015                     | Église Saint-Thuriau                                                                 |
| Église Saint-Pierre-et-Saint-Paul                                                    | Pluneret                       | Rue de l'Église Rue des Tilleuls                                 | 47° 40′ 30″ nord, 2° 57′ 25″ ouest |                               |                                 |                               | Église Saint-Pierre-et-Saint-Paul                                                    |
| Église Saint-Guigner                                                                 | Pluvigner                      | Place Mainlièvre Place Notre-Dame-des-Orties                     | 47° 46′ 29″ nord, 3° 00′ 38″ ouest | « PA00091564 »                | Inscrit                         | 1925                          | Église Saint-Guigner                                                                 |
| Église du Sacré-Cœur                                                                 | Pont-Scorff                    | Place de la Maison-des-Princes Rue du Général-de-Langle-de-Carry | 47° 50′ 07″ nord, 3° 23′ 58″ ouest | « IA56000210 »                | Inventorié Inventorié           | 1975 1997                     | Église du Sacré-Cœur                                                                 |
| Basilique Notre-Dame-de-la-Joie                                                      | Pontivy                        | Place Bourdonnay-du-Clézio Place Anne-de-Bretagne                | 48° 04′ 03″ nord, 2° 57′ 58″ ouest | « PA00091571 »                | Inscrit                         | 1925                          | Basilique Notre-Dame-de-la-Joie                                                      |
| Église Saint-Joseph                                                                  | Pontivy                        | Rue Nationale Rue Marengo Rue Jullien Rue de Lunéville           | 48° 03′ 47″ nord, 2° 58′ 04″ ouest | « PA00091572 »                | Inscrit                         | 1985                          | Église Saint-Joseph                                                                  |
| Église Saint-Mériadec-de-Stival                                                      | Pontivy                        | Rue des Déportés Rue Saint-Pierre Stival                         | 48° 05′ 06″ nord, 2° 59′ 36″ ouest | « PA00091573 »                | Inscrit Classé                  | 1933 1985                     | Église Saint-Mériadec-de-Stival                                                      |
| Église Notre-Dame                                                                    | Porcaro                        | Rue Henri-Geffroy Rue Yves-Corbel                                | 47° 54′ 33″ nord, 2° 11′ 54″ ouest | « IA00009182 »                | Inventorié                      | 1986                          | Église Notre-Dame                                                                    |
| Église Notre-Dame-de-l'Assomption                                                    | Port-Louis                     | Place Notre-Dame                                                 | 47° 42′ 30″ nord, 3° 21′ 18″ ouest |                               |                                 |                               | Église Notre-Dame-de-l'Assomption                                                    |
| Église Saint-Beheau                                                                  | Priziac                        | Rue du Vieux-Bourg                                               | 48° 03′ 39″ nord, 3° 24′ 38″ ouest | « PA00091592 »                | Inscrit                         | 1925                          | Église Saint-Beheau                                                                  |
| Église Saint-Pierre                                                                  | Questembert                    | Place René-Mulot                                                 | 47° 39′ 41″ nord, 2° 27′ 16″ ouest |                               |                                 |                               | Église Saint-Pierre                                                                  |
| Église Saint-Pierre-et-Saint-Paul                                                    | Quéven                         | Rue Jean-Jaurès Rue du Docteur-Dieny                             | 47° 47′ 20″ nord, 3° 25′ 00″ ouest | « IA56000273 »                | Inventorié                      | 1998                          | Église Saint-Pierre-et-Saint-Paul                                                    |
| Église Notre-Dame-de-Locmaria                                                        | Quiberon                       | Place du Repos Rue de l'Église                                   | 47° 29′ 00″ nord, 3° 07′ 07″ ouest |                               |                                 |                               | Église Notre-Dame-de-Locmaria                                                        |
| Église Saint-Pierre                                                                  | Quistinic                      | Place Saint-Mathurin                                             | 47° 54′ 16″ nord, 3° 08′ 06″ ouest | « PA00091628 »                | Inscrit                         | 1928                          | Église Saint-Pierre                                                                  |
| Église Saint-Pierre-et-Saint-Paul                                                    | Radenac                        | Place de l'Église Rue Jean-Robic                                 | 47° 57′ 46″ nord, 2° 42′ 48″ ouest |                               |                                 |                               | Église Saint-Pierre-et-Saint-Paul                                                    |
| Église Saint-Clair                                                                   | Réguiny                        | Place de l'Église Rue Anne-de-Bretagne                           | 47° 58′ 36″ nord, 2° 44′ 47″ ouest |                               |                                 |                               | Église Saint-Clair                                                                   |
| Église Saint-Rémy                                                                    | Réminiac                       | Rue de l'Église                                                  | 47° 51′ 36″ nord, 2° 14′ 03″ ouest | « IA00010187 »                | Inventorié                      | 1986                          | Église Saint-Rémy                                                                    |
| Église Sainte-Radegonde                                                              | Riantec                        | Place de la Liberté                                              | 47° 42′ 37″ nord, 3° 18′ 34″ ouest |                               |                                 |                               | Église Sainte-Radegonde                                                              |
| Église Saint-Melaine                                                                 | Rieux                          | Rue des Trinitaires Rue Bernard-Le-Mée                           | 47° 35′ 52″ nord, 2° 06′ 29″ ouest |                               |                                 |                               | Église Saint-Melaine                                                                 |
| Église Saint-Michel                                                                  | La Roche-Bernard               | Place Saint-Michel Rue Crespel-de-Latouche                       | 47° 31′ 07″ nord, 2° 18′ 02″ ouest |                               | APPB                            | 2000                          | Église Saint-Michel                                                                  |
| Église Notre-Dame-de-la-Tronchaye                                                    | Rochefort-en-Terre             | Rue de l'Étang                                                   | 47° 41′ 54″ nord, 2° 20′ 19″ ouest | « PA00091639 »                | Classé                          | 1931                          | Église Notre-Dame-de-la-Tronchaye                                                    |
| Église Saint-Gobrien                                                                 | Rohan                          | Place de l'Église                                                | 48° 04′ 09″ nord, 2° 45′ 11″ ouest |                               |                                 |                               | Église Saint-Gobrien                                                                 |
| Église Saint-Gouvry                                                                  | Rohan                          | Rue Saint-Eutrope Saint-Gouvry                                   | 48° 04′ 36″ nord, 2° 46′ 07″ ouest |                               |                                 |                               | Église Saint-Gouvry                                                                  |
| Église Saint-Samson                                                                  | Rohan                          | Rue du Quai Rue des Écoles Saint-Samson                          | 48° 05′ 12″ nord, 2° 45′ 58″ ouest |                               |                                 |                               | Église Saint-Samson                                                                  |
| Église Notre-Dame-de-Lorette                                                         | Roudouallec                    | Rue Nicolas-Le-Grand                                             | 48° 07′ 32″ nord, 3° 43′ 15″ ouest | « PA00091647 »                | Inscrit                         | 1930                          | Église Notre-Dame-de-Lorette                                                         |
| Église Saint-Pierre-et-Saint-Paul                                                    | Ruffiac                        | Place de l'Église                                                | 47° 48′ 31″ nord, 2° 16′ 57″ ouest | « IA00010071 »                | Inventorié                      | 1986                          | Église Saint-Pierre-et-Saint-Paul                                                    |
| Église Saint-Samuel                                                                  | Le Saint                       | Place de l'Église                                                | 48° 05′ 23″ nord, 3° 33′ 41″ ouest | « IA00008901 »                | Inventorié                      | 1986                          | Église Saint-Samuel                                                                  |
| Église Saint-Étienne                                                                 | Saint-Abraham                  | Rue de l'Église rue Saint-Étienne                                | 48° 05′ 23″ nord, 3° 33′ 41″ ouest | « IA00010176 »                | Inventorié                      | 1986                          | Église Saint-Étienne                                                                 |
| Église Saint-Aignan                                                                  | Saint-Aignan                   | Rue de Guerlédan                                                 | 48° 10′ 58″ nord, 3° 00′ 48″ ouest | « IA00009945 »                | Inventorié                      | 1986                          | Église Saint-Aignan                                                                  |
| Église Saint-Arnould                                                                 | Saint-Allouestre               | Place de l'Église Rue Yves-de-Carné                              | 47° 54′ 37″ nord, 2° 43′ 19″ ouest |                               |                                 |                               | Église Saint-Arnould                                                                 |
| Église Saint-Armel                                                                   | Saint-Armel                    | Place de l'Église                                                | 47° 34′ 23″ nord, 2° 42′ 34″ ouest | « IA00127532 »                | Inventorié                      | 1992                          | Église Saint-Armel                                                                   |
| Église Saint-Gervais-et-Saint-Protais                                                | Saint-Avé                      | Place de l'Église                                                | 47° 41′ 24″ nord, 2° 44′ 12″ ouest | « IA00114283 »                | Inventorié                      | 1988                          | Église Saint-Gervais-et-Saint-Protais                                                |
| Église Saint-Barthélemy                                                              | Saint-Barthélemy               | Place de l'Église                                                | 47° 55′ 35″ nord, 3° 02′ 40″ ouest | « IA56001286 »                | Inventorié                      | 2002                          | Église Saint-Barthélemy                                                              |
| Église Saint-Brieuc                                                                  | Saint-Brieuc-de-Mauron         | Rue de Camet Rue de la Ville-aux-Oies                            | 48° 05′ 20″ nord, 2° 21′ 49″ ouest |                               |                                 |                               | Église Saint-Brieuc                                                                  |
| Église Saint-Caradec                                                                 | Saint-Caradec-Trégomel         | Rue de l'Église                                                  | 48° 02′ 14″ nord, 3° 20′ 53″ ouest | « IA00008390 »                | Inventorié                      | 1986                          | Église Saint-Caradec                                                                 |
| Église Saint-Congard                                                                 | Saint-Congard                  | Route de Malestroit Rue de la Cale                               | 47° 46′ 15″ nord, 2° 19′ 02″ ouest |                               |                                 |                               | Église Saint-Congard                                                                 |
| Église de l'Immaculée-Conception                                                     | Saint-Dolay                    | Place de l'Église                                                | 47° 32′ 40″ nord, 2° 09′ 15″ ouest |                               |                                 |                               | Église de l'Immaculée-Conception                                                     |
| Église Saint-Gérand                                                                  | Saint-Gérand                   | Place de l'Église                                                | 48° 06′ 30″ nord, 2° 53′ 13″ ouest | « IA00010457 »                | Site classé · Inventorié        | 1937 1986                     | Église Saint-Gérand                                                                  |
| Église abbatiale Saint-Gildas                                                        | Saint-Gildas-de-Rhuys          | Place Monseigneur-Ropert                                         | 47° 30′ 00″ nord, 2° 50′ 23″ ouest | « PA00091674 »                | Classé                          | 1840                          | Église abbatiale Saint-Gildas                                                        |
| Église Saint-Gonnery                                                                 | Saint-Gonnery                  | Rue des Deux-Ponts                                               | 48° 07′ 23″ nord, 2° 49′ 13″ ouest | « IA00010465 »                | Inventorié                      | 1986                          | Église Saint-Gonnery                                                                 |
| Église Saint-Gorgon                                                                  | Saint-Gorgon                   | Rue de l'École Rue du 19-Mars-1962                               | 47° 38′ 59″ nord, 2° 14′ 10″ ouest |                               |                                 |                               | Église Saint-Gorgon                                                                  |
| Église Saint-Denis                                                                   | Saint-Gravé                    | Place de l'Église                                                | 47° 43′ 32″ nord, 2° 16′ 48″ ouest |                               |                                 |                               | Église Saint-Denis                                                                   |
| Église Saint-Guyomard                                                                | Saint-Guyomard                 | Route de Malestroit                                              | 47° 46′ 52″ nord, 2° 30′ 45″ ouest | « IA00010041 »                | Inventorié                      | 1986                          | Église Saint-Guyomard                                                                |
| Église Saint-Jacut                                                                   | Saint-Jacut-les-Pins           | Place de l'Église                                                | 47° 41′ 03″ nord, 2° 12′ 54″ ouest |                               |                                 |                               | Église Saint-Jacut                                                                   |
| Église Saint-Jean-de-Beverley                                                        | Saint-Jean-Brévelay            | Rue Jules-Simon Rue Saint-Armel                                  | 47° 50′ 43″ nord, 2° 43′ 22″ ouest | « PA00091684 »                | Inscrit                         | 1929                          | Église Saint-Jean-de-Beverley                                                        |
| Église Saint-Jean-Baptiste                                                           | Saint-Jean-la-Poterie          | Place de l'Église                                                | 47° 38′ 15″ nord, 2° 07′ 35″ ouest |                               |                                 |                               | Église Saint-Jean-Baptiste                                                           |
| Église Saint-Laurent                                                                 | Saint-Laurent-sur-Oust         | Rue Greneuc                                                      | 47° 47′ 40″ nord, 2° 19′ 09″ ouest |                               |                                 |                               | Église Saint-Laurent                                                                 |
| Église Saint-Léry                                                                    | Saint-Léry                     | Cimetière                                                        | 48° 05′ 27″ nord, 2° 15′ 20″ ouest | « PA00091687 »                | Inscrit                         | 1925                          | Église Saint-Léry                                                                    |
| Église Saint-Malo                                                                    | Saint-Malo-de-Beignon          | Rue de l'Église                                                  | 47° 57′ 33″ nord, 2° 08′ 57″ ouest | « PA00091689 »                | Inscrit                         | 1927                          | Église Saint-Malo                                                                    |
| Église Saint-Malo                                                                    | Saint-Malo-des-Trois-Fontaines | Place de l'Église Rue du Porhoët                                 | 48° 00′ 50″ nord, 2° 28′ 17″ ouest |                               |                                 |                               | Église Saint-Malo                                                                    |
| Église Saint-Marcel                                                                  | Saint-Marcel                   | Rue de l'École Rue de l'Église                                   | 47° 38′ 59″ nord, 2° 14′ 10″ ouest | « IA00010129 »                | Inventorié                      | 1986                          | Église Saint-Marcel                                                                  |
| Église Saint-Martin                                                                  | Saint-Martin-sur-Oust          | Place de la Motte Rue Jean-Marie-Provost                         | 47° 44′ 43″ nord, 2° 15′ 10″ ouest |                               |                                 |                               | Image manquante Téléverser                                                           |
| Église Saint-Nicolas                                                                 | Saint-Nicolas-du-Tertre        | Rue du Tertre                                                    | 47° 48′ 11″ nord, 2° 13′ 15″ ouest | « IA00010075 »                | Inventorié                      | 1986                          | Église Saint-Nicolas                                                                 |
| Église Saint-Mayeul                                                                  | Saint-Nolff                    | Place du Calvaire                                                | 47° 42′ 10″ nord, 2° 39′ 02″ ouest | « PA00091701 »                | Inscrit APPB                    | 1929 1992                     | Église Saint-Mayeul                                                                  |
| Église Saint-Perreux                                                                 | Saint-Perreux                  | Place de l'Église                                                | 47° 40′ 08″ nord, 2° 06′ 26″ ouest |                               |                                 |                               | Église Saint-Perreux                                                                 |
| Église Saint-Philibert                                                               | Saint-Philibert                | Rue de la Chapelle                                               | 47° 35′ 08″ nord, 2° 59′ 56″ ouest |                               |                                 |                               | Église Saint-Philibert                                                               |
| Église Saint-Pierre                                                                  | Saint-Pierre-Quiberon          | Place de l'Église                                                | 47° 31′ 09″ nord, 3° 07′ 45″ ouest |                               |                                 |                               | Église Saint-Pierre                                                                  |
| Église Saint-Servais                                                                 | Saint-Servant                  | Rue Abbé-Nicolas Rue de l'Église                                 | 47° 54′ 59″ nord, 2° 30′ 46″ ouest | « IA00121443 »                | Inventorié                      | 1990                          | Église Saint-Servais                                                                 |
| Église Saint-Thuriau                                                                 | Saint-Thuriau                  | Place de l'Église                                                | 48° 00′ 59″ nord, 2° 57′ 00″ ouest | « PA00091722 »                | Inscrit Classé                  | 1925 1985                     | Église Saint-Thuriau                                                                 |
| Église Saint-Tugdual                                                                 | Saint-Tugdual                  | Place de l'Église                                                | 48° 05′ 57″ nord, 3° 20′ 18″ ouest | « IA00008398 »                | Inventorié                      | 1986                          | Église Saint-Tugdual                                                                 |
| Église Saint-Vincent                                                                 | Saint-Vincent-sur-Oust         | Rue André-Fleury                                                 | 47° 42′ 01″ nord, 2° 08′ 53″ ouest |                               |                                 |                               | Église Saint-Vincent                                                                 |
| Basilique Sainte-Anne d'Auray                                                        | Sainte-Anne-d'Auray            | Rue de Vannes                                                    | 47° 42′ 15″ nord, 2° 57′ 12″ ouest | « PA00091658 »                | Inscrit Classé Inscrit          | 1925 1928 1929 1975 1983 2013 | Basilique Sainte-Anne d'Auray                                                        |
| Église Sainte-Brigitte                                                               | Sainte-Brigitte                | Le bourg                                                         | 48° 09′ 52″ nord, 3° 07′ 41″ ouest | « IA00009953 »                | Inventorié                      | 1986                          | Église Sainte-Brigitte                                                               |
| Église Sainte-Hélène                                                                 | Sainte-Hélène                  | Rue de l'Avancée Rue du 11-Septembre-1944                        | 47° 43′ 11″ nord, 3° 12′ 15″ ouest |                               |                                 |                               | Église Sainte-Hélène                                                                 |
| Église Saint-Saturnin                                                                | Sarzeau                        | Rue du Poulmenach Rue du Général-de-Gaulle                       | 47° 31′ 38″ nord, 2° 46′ 06″ ouest | « IA00127579 »                | Inventorié                      | 1992                          | Église Saint-Saturnin                                                                |
| Église de Penvins                                                                    | Sarzeau                        | Rue du Menez Route de Banastère Penvins                          | 47° 30′ 26″ nord, 2° 41′ 05″ ouest |                               |                                 |                               | Église de Penvins                                                                    |
| Église Saint-Nicolas                                                                 | Sauzon                         | Rue du Lieutenant-Riou                                           | 47° 22′ 16″ nord, 3° 13′ 19″ ouest | « IA00008254 »                | Inventorié                      | 1986                          | Église Saint-Nicolas                                                                 |
| Église Notre-Dame-de-Lorette                                                         | Séglien                        | Place de l'Église                                                | 48° 06′ 27″ nord, 3° 09′ 34″ ouest | « IA00009961 »                | Inventorié                      | 1986                          | Église Notre-Dame-de-Lorette                                                         |
| Église Saint-Patern                                                                  | Séné                           | Place de l'Église Ruelle du Recteur                              | 47° 37′ 08″ nord, 2° 44′ 14″ ouest | « IA00114327 »                | Inventorié                      | 1988                          | Église Saint-Patern                                                                  |
| Église Saint-Pierre                                                                  | Sérent                         | Place Emmanuel-Jeanroy                                           | 47° 49′ 23″ nord, 2° 30′ 22″ ouest | « PA00091743 »                | Classé                          | 1946                          | Église Saint-Pierre                                                                  |
| Église Saint-Pierre                                                                  | Silfiac                        | Rue des Résistants-Louis-et-Yves-Bogard                          | 48° 08′ 58″ nord, 3° 09′ 26″ ouest | « IA00009989 »                | Inventorié                      | 1986                          | Église Saint-Pierre                                                                  |
| Église Saint-Julien                                                                  | Le Sourn                       | Rue Hector-Berlioz                                               | 48° 02′ 36″ nord, 2° 59′ 31″ ouest | « IA00010479 »                | Inventorié                      | 1986                          | Église Saint-Julien                                                                  |
| Église Saint-Jean-Baptiste                                                           | Sulniac                        | Rue des Ducs-de-Bretagne Le Gorvello                             | 47° 38′ 23″ nord, 2° 35′ 47″ ouest | « PA00091747 »                | Inscrit                         | 1925                          | Église Saint-Jean-Baptiste                                                           |
| Église Saint-Pierre                                                                  | Sulniac                        | Place de l'Église                                                | 47° 40′ 35″ nord, 2° 34′ 17″ ouest |                               |                                 |                               | Église Saint-Pierre                                                                  |
| Église Saint-Symphorien                                                              | Surzur                         | Place de l'Église Rue Jean-Monnet                                | 47° 34′ 40″ nord, 2° 37′ 47″ ouest | « IA00114373 »                | Inventorié                      | 1970                          | Église Saint-Symphorien                                                              |
| Église Saint-Golven                                                                  | Taupont                        | Rue Saint-Golven Vieux-Bourg                                     | 47° 56′ 23″ nord, 2° 25′ 21″ ouest | « PA00091751 »                | Classé                          | 1990                          | Église Saint-Golven                                                                  |
| Nouvelle Église Saint-Golven                                                         | Taupont                        | Avenue du Porhoët                                                | 47° 57′ 30″ nord, 2° 26′ 22″ ouest | « IA00010273 »                | Inventorié                      | 1986                          | Nouvelle Église Saint-Golven                                                         |
| Église Saint-Pierre-du-Moutier                                                       | Théhillac                      | Cimetière                                                        | 47° 34′ 22″ nord, 2° 06′ 37″ ouest |                               |                                 |                               | Église Saint-Pierre-du-Moutier                                                       |
| Église Sainte-Anne de Noyalo                                                         | Theix-Noyalo                   | Route du Pont Noyalo                                             | 47° 36′ 39″ nord, 2° 40′ 56″ ouest | « IA00114271 »                | Inventorié                      | 1970                          | Église Sainte-Anne de Noyalo                                                         |
| Église Sainte-Cécile de Theix                                                        | Theix-Noyalo                   | Place du Marché Place de la Liberté Theix                        | 47° 34′ 22″ nord, 2° 06′ 37″ ouest | « IA00114404 »                | Inventorié                      | 1988                          | Image manquante Téléverser                                                           |
| Église Saint-Vincent-Ferrier                                                         | Le Tour-du-Parc                | Place des 4-Frères-Le-Blouch                                     | 47° 31′ 34″ nord, 2° 38′ 53″ ouest | « IA00127670 »                | Inventorié                      | 1970                          | Église Saint-Vincent-Ferrier                                                         |
| Église Sainte-Zéphirine                                                              | Tréal                          | Rue de l'Église Rue de la Mairie                                 | 47° 50′ 22″ nord, 2° 13′ 24″ ouest | « IA00009804 »                | Inventorié                      | 1986                          | Église Sainte-Zéphirine                                                              |
| Église Saint-Martin                                                                  | Trédion                        | Rue Saint-Martin                                                 | 47° 47′ 33″ nord, 2° 35′ 41″ ouest |                               |                                 |                               | Église Saint-Martin                                                                  |
| Église Saint-Jean-Baptiste                                                           | Treffléan                      | Rue du Nerinen Bizole                                            | 47° 40′ 14″ nord, 2° 38′ 56″ ouest |                               |                                 |                               | Église Saint-Jean-Baptiste                                                           |
| Église Saint-Léon                                                                    | Treffléan                      | Place de l'Église                                                | 47° 40′ 53″ nord, 2° 36′ 51″ ouest |                               |                                 |                               | Église Saint-Léon                                                                    |
| Église Sainte-Onenne                                                                 | Tréhorenteuc                   | Rue du Pâtis                                                     | 48° 00′ 28″ nord, 2° 17′ 14″ ouest |                               |                                 |                               | Église Sainte-Onenne                                                                 |
| Église abbatiale de la Trinité                                                       | La Trinité-Porhoët             | Place du Martray                                                 | 48° 05′ 51″ nord, 2° 32′ 51″ ouest | « PA00091763 »                | Classé Inscrit                  | 1914 1975                     | Église abbatiale de la Trinité                                                       |
| Église Sainte-Trinité                                                                | La Trinité-sur-Mer             | Rue du Kreisker                                                  | 47° 35′ 09″ nord, 3° 01′ 42″ ouest |                               |                                 |                               | Église Sainte-Trinité                                                                |
| Église Saint-Servais                                                                 | La Trinité-Surzur              | Route d'Armorique                                                | 47° 36′ 15″ nord, 2° 35′ 36″ ouest | « IA00114464 »                | Inventorié                      | 1970                          | Image manquante Téléverser                                                           |
| Église de la Trinité                                                                 | La Trinité-Surzur              | Route d'Armorique                                                | 47° 36′ 15″ nord, 2° 35′ 37″ ouest |                               |                                 |                               | Église de la Trinité                                                                 |
| Église Notre-Dame de La Chapelle-Caro                                                | Val-d'Oust                     | Place de l'Église La Chapelle-Caro                               | 47° 51′ 56″ nord, 2° 25′ 21″ ouest | « IA00010104 »                | Inventorié                      | 1986                          | Église Notre-Dame de La Chapelle-Caro                                                |
| Église Saint-Nicodème de Quily                                                       | Val-d'Oust                     | Rue de l'Église Rue de bas Quily                                 | 47° 53′ 28″ nord, 2° 28′ 04″ ouest | « PA00091624 »                | Inscrit                         | 1928                          | Église Saint-Nicodème de Quily                                                       |
| Église Saint-André du Roc-Saint-André                                                | Val-d'Oust                     | Place de l'Église Le Roc-Saint-André                             | 47° 51′ 55″ nord, 2° 26′ 48″ ouest | « IA00010147 »                | Inventorié                      | 1986                          | Église Saint-André du Roc-Saint-André                                                |
| Cathédrale Saint-Pierre                                                              | Vannes                         | Place Saint-Pierre                                               | 47° 39′ 28″ nord, 2° 45′ 25″ ouest | « PA00091772 »                | Classé                          | 1906                          | Cathédrale Saint-Pierre                                                              |
| Église Notre-Dame-de-Lourdes                                                         | Vannes                         | Rue de la Brise                                                  | 47° 38′ 34″ nord, 2° 45′ 57″ ouest |                               |                                 |                               | Église Notre-Dame-de-Lourdes                                                         |
| Église Saint-Guen                                                                    | Vannes                         | Rue Irène Joliot-Curie                                           | 47° 40′ 14″ nord, 2° 45′ 21″ ouest | « EA56000012 »                | Patrimoine du XXe s.            | 2006                          | Église Saint-Guen                                                                    |
| Église Saint-Patern                                                                  | Vannes                         | Rue de la Fontaine                                               | 47° 39′ 34″ nord, 2° 45′ 15″ ouest | « PA00091782 »                | Inscrit                         | 2005                          | Église Saint-Patern                                                                  |
| Église Saint-Pie X                                                                   | Vannes                         | Rue Saint-Pie X                                                  | 47° 39′ 29″ nord, 2° 46′ 26″ ouest |                               |                                 |                               | Église Saint-Pie X                                                                   |
| Église Saint-Vincent-Ferrier                                                         | Vannes                         | Rue Lallement                                                    | 47° 38′ 59″ nord, 2° 46′ 37″ ouest |                               |                                 |                               | Église Saint-Vincent-Ferrier                                                         |
| Église Saint-Isidore                                                                 | La Vraie-Croix                 | Place de l'Église                                                | 47° 41′ 20″ nord, 2° 32′ 33″ ouest |                               |                                 |                               | Église Saint-Isidore                                                                 |